# Нютле, Колин
Колин Нютле (англ. Colin Nutley; род. 28 февраля 1944 года, Госпорт) — английский кинорежиссёр, получивший наибольшую известность в шведской киноиндустрии.

## Биография
Нютле окончил Портсмутский Колледж Искусств и начал карьеру на британском телевидении как графический дизайнер. Затем он занялся производством драм и документальных фильмов для ITV, BBC и Channel 4. Он стал режиссёром первых двух эпизодов Press Gang, но ему не понравился финальный монтаж, так что он попросил, чтобы его имя убрали из титров.
Работа Нютле в Швеции началась с создания Annika, телесериала о шведской девочке, которая провела три недели на Острове Уит в Англии, изучая английский. Затем была работа над документальным фильмом Where Roses Never Die, фильм о жизни в небольшой шведской деревне, который позже стал вдохновением для фильма House of Angels.
Его первая работа The Ninth Company — черная комедия, история о группе молодых conscripts, которые пытаются to make a smart economic killing. BlackJack — о любви и предательстве в маленьком городе, set against the backdrop of dance-music bands. House of Angels вышел в прокат в 1992 году и до сих пор является одним из наиболее популярных шведских фильмов всех времен. Фильм был награждён двумя наградами Guldbagge как «Лучший фильм» и «Лучшая режиссура». The Last Dance — черная комедия о roller-coaster дружбе между двумя парочками из большого города. Картина удостоилась награды «Лучшая актриса» и «Лучшая операторская работа» в 1993 году на награждении Swedish Film Awards. Премьерный показ фильма House of Angels — the Second Summer состоялся в Сочельник 1994 года и собрал в прокате неплохую сумму. Such is Life — комедийная драма о любви, несдержанных обещаниях и fulfilled мечтах, вышедшая в Швеции в октябре 1996 года. Фильм стал знаменит еще и потому, что в нем звучит много песен популярной шведской группы Roxette в исполнении Мари Фредрикссон. Under the Sun, история о доверии, дружбе, и любви, происходящая в середине 1950-х, вышла в Рождество 1998 года и Gossip, в котором снимались десять самых популярных шведских актрис вышел в 2000 году в конце декабря. Deadline (2001) и Paradise (2003) сняты по бестселлерам Liza Marklund. «The Queen of Sheba’s pearls» (2004) — англоязычный фильм о послевоенной Англии 1950-х. «Heartbreak Hotel» вышел в 2006 году и последняя работа режиссёра, картина «Angel» в 2008 году.
Фильмы House of Angels, The Last Dance и Under the Sun были номинированы Шведским Институтом Фильмографии для представления Швеции в категории «Лучший фильм на иностранном языке» на церемонии Оскара (1993, 1994 и 1999). Картина Under the Sun была номинирована на приз Академии за Лучший фильм на иностранном языке и также получила специальный приз жюри на кинофестивале в Сан-Себастьяне.
Женат на актрисе Хелене Бергстрём, которая играла главные роли в большом количестве его фильмов. Три ребенка — Daniel, Molly и Tim. Проживает в Lidingö, в лене Стокгольм с 1998 года.

## Работы на шведском ТВ
- 1983 — «Annika» — телесериал
- 1984 — «Where Roses Never Die» (швед. Där Rosor Aldrig Dör, рус. Где розы никогда не умирают) — документальный фильм
- 1985 — «Fifth Generation» (швед. Femte Generationen, рус. Пятое поколение) — сериал
- 1989 — «Long Way Home» (швед. Vägen Hem, рус. Долгая дорога домой)

## Фильмография
- 1977—1978 — «The Flockton Flyer» (англ. «The Flockton Flyer», рус. «Скоростной Флоктон» — сериал для детей «Southern Television»[англ.] по сценарию Питера Уитбреда[англ.]; в ролях: Энтони Шарп, Джеффри Рассел[англ.], Дэвид Нил[англ.], Джон Молдер-Браун…
- 1987 — «The Ninth Company» (швед. Nionde Kompaniet, рус. Девятая компания)
- 1990 — «Blackjack» (швед. Blackjack, рус. Блэк Джэк)
- 1992 — «House of Angels» (швед. Änglagård, рус. Дом ангелов, премия Золотой жук)
- 1993 — «The Last Dance» (швед. Sista Dansen, рус. Последний танец)
- 1994 — «House of Angels — The Second Summer» (швед. Änglagård — Andra Sommaren, рус. Дом ангелов - второе лето)
- 1996 — «Such Is Life» (швед. Sånt är Livet, рус. Такова жизнь)
- 1998 — «Under the Sun» (швед. Under Solen, рус. Под солнцем)
- 2000 — «Gossip» (швед. Gossip, рус. Сплетня)
- 2001 — «Deadline» (швед. Sprängaren, рус. Крайний срок)
- 2003 — «Paradise» (швед. Paradiset, рус. Рай)
- 2004 — «The Queen of Sheba’s Pearls» (рус. Жемчуг царицы Савской)
- 2006 — «Heartbreak Hotel» (рус. Отель «Разбитое сердце»)
- 2008 — «Angel» (рус. Ангел)